# Guinn Smith
Owen Guinn Smith (2. května 1920, McKinney – 20. ledna 2004 San Francisco) byl americký atlet, který zvítězil na letních olympijských hrách 1948 ve skoku o tyči.

## Sportovní kariéra
Jeho prvotní disciplínou byl skok do výšky, později se věnoval skoku o tyči, v roce 1941 se v této disciplíně stal mistrem USA. Během druhé světové války sloužil jako pilot.
Jeho největším úspěchem bylo vítězství na olympiádě v Londýně v roce 1948, kde v těžkých podmínkách v dešti zvítězil v soutěži tyčkařů výkonem 430 cm. Jeho osobní rekord byl 447 cm.